# The Maker of Universes
The Maker of Universes – amerykańska powieść science-fiction wydana 10 grudnia 1965, napisana przez  Philipa José Farmera. To pierwszy tom cyklu World of Tiers. Bohaterem powieści jest Robert Wolff, który podróżuje po planecie o specyficznej budowie. Choć to fantastyka naukowa, pojawiają się w niej istoty ze świata magii, typowe zazwyczaj dla fantasy.